# Henn-Kaarel Hellat

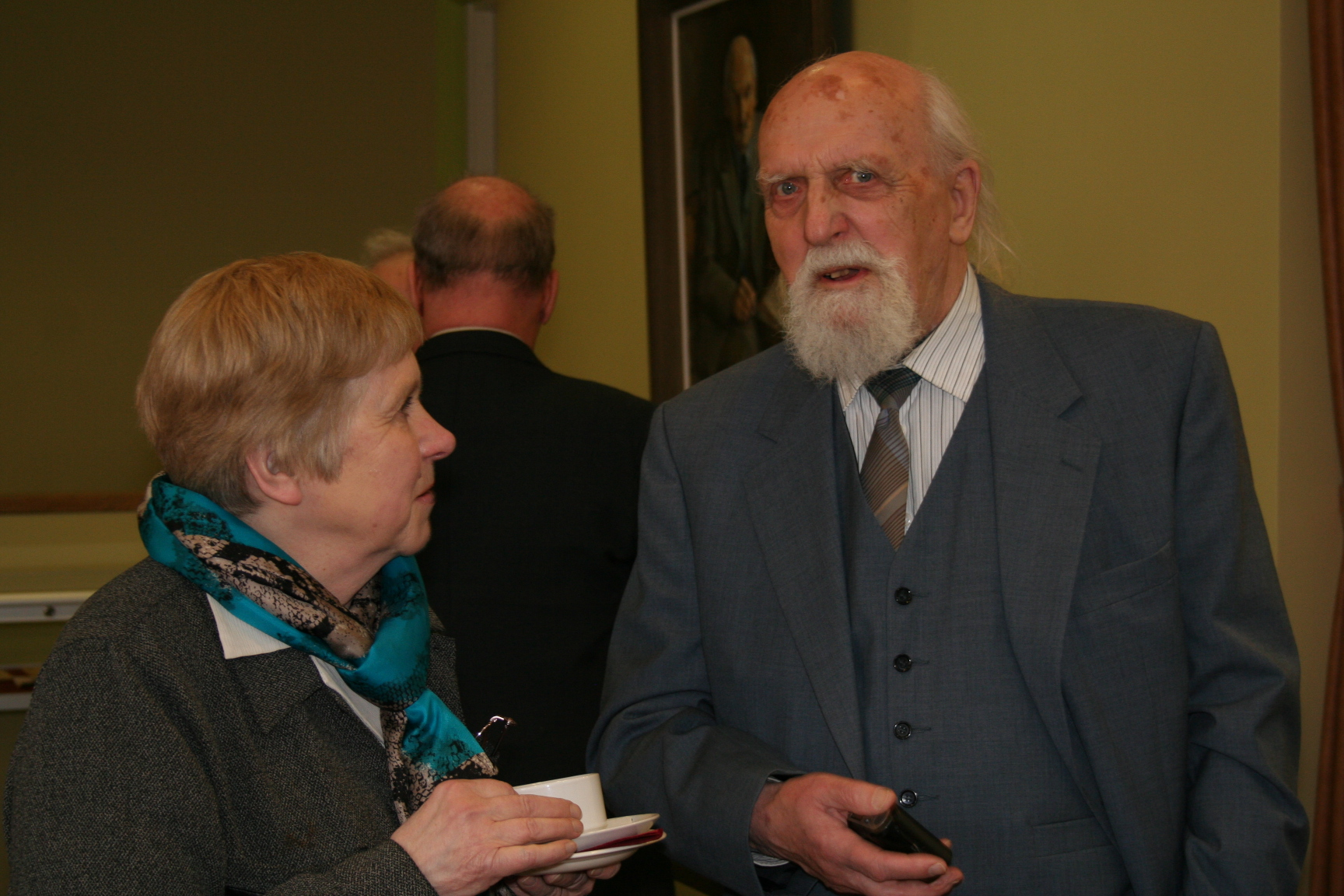
Die Kritikerin Mall Jõgi und Henn-Kaarel Hellat (2012)

Henn-Kaarel Hellat (* 5. April 1932 in Viljandi; † 13. Oktober 2017) war ein estnischer Kritiker und Schriftsteller.

## Leben
Hellat wurde 1932 als Sohn des Offiziers Jüri Hellat geboren, der nach der Sowjetisierung Estlands vom NKWD abgeholt und 1942 in Norilsk hingerichtet wurde. Hellat ging von 1939 bis 1941 in Tallinn zur Schule, von 1941 bis 1948 in Viljandi. Es folgten noch einige Schuljahre in Tartu, die durch seinen Wehrdienst in der Sowjetarmee unterbrochen wurden. Nach einigen Jahren im Staatsdienst studierte er von 1958 bis 1961 an der Universität Tartu Jura, ohne das Studium jedoch abzuschließen.
Danach schlug er sich zunächst als Gelegenheitsarbeiter durch und ging 1968 nach Tallinn. Hier war er bis 1975 Redakteur bei der Zeitschrift Küsimused ja vastused („Fragen und Antworten“). Von 1975 bis 1983 lebte er als freischaffender Schriftsteller in Tartu, anschließend war er zwei Jahre bei der Kulturzeitung Sirp. Nach 1985 bekleidete er verschiedene Ämter innerhalb des estnischen Literaturbetriebs. Hellat war ab 1975 Mitglied des Estnischen Schriftstellerverbands.

## Literarisches Werk
Hellat begann in den 1960er-Jahren mit Gedichten und veröffentlichte sein erstes Gedicht 1969 in der Zeitung Noorte Hääl („Stimme der Jugend“). Sein Debüt erfolgte jedoch 1973 mit einer Prosasammlung, die Science-Fiction-Erzählungen und eine Kriminalgeschichte enthält. Die Kritik sah hierin eine Parallele zu den Antihelden bei Enn Vetemaa. Auch in seinem weiteren Prosawerk blieb Hellat diesen beiden Genres treu. Am meisten wurde sein zweiteiliger Science-Fiction-Roman Die Welt der Frauen (1976, 1978) beachtet. Hier wird eine Welt dargestellt, in der die Menschheit nach Art der Bienen organisiert ist, d. h. männliche Vertreter nur zur Fortpflanzung dienen. Zu anderem taugen sie nicht, dementsprechend ist das Verhältnis zwischen Mann und Frau etwa 1:500. Die Kritik konstatierte hier im Hinblick auf die Frauenemanzipation Parallelen zu Aimée Beekman.
Hellat veröffentlichte noch einige weitere Gedichtbände und trat später vor allem als Kritiker und Autor von Memoiren (5 Bände, 2002–2008) in Erscheinung.

## Bibliografie
- Fuugad paradoksidele („Fugen für Paradoxe“). Eesti Raamat, Tallinn, 1973.
- Vanad fookused („Alte Brennpunkte“). Eesti Raamat, Tallinn, 1974.
- Naiste maailm. Ulmeromaan („Die Welt der Frauen. Science-Fiction-Roman“). Eesti Raamat, Tallinn, 1976.
- Naiste maailm 2. Ulmeromaan („Die Welt der Frauen 2. Science-Fiction-Roman“). Eesti Raamat, Tallinn, 1978.
- Armastusest surmani („Von der Liebe bis zum Tod“). Eesti Raamat, Tallinn, 1987.
- Tühiasjad („Kleinigkeiten“). Eesti Raamat, Tallinn, 1989.
- Raamatu sisse minek („Eingang ins Buch“). Eesti Raamat, Tallinn, 1991.
- Mälulehed. Kolme kümnendi tekste („Erinnerungsblätter. Texte aus drei Jahrzehnten“). Faatum, Tallinn, 1992.
- Niidiliimija („Der Fadenkleber“). Faatum, Tallinn, 2002.
- Poiste sõda I („Krieg der Jungen I“). Faatum, Tallinn, 2003.
- Poiste sõda II („Krieg der Jungen II“). Faatum, Tallinn, 2004.
- Kappan kaugele („Ich trabe davon“). Faatum, Tallinn, 2006.
- Templis ja tavernis („Im Tempel und in der Taverne“). Faatum, Tallinn, 2008.

## Sekundärliteratur
- Pärt Lias: Variatsioonid hüpoteesidele. In: Keel ja Kirjandus 3/1974, S. 177–179.
- Astrid Reinla: Hajuvil fookused. In: Looming 8/1975, S. 1399–1400.
- K. Vende: Kajaka- ja kokaeksam. In: Keel ja Kirjandus 9/1975, S. 562–564.
- Teet Kallas: See mehelik, mehelik naiste maailm…. In: Looming 10/1976, S. 1746–1748.
- Tõnn Sarv: Ühe maailma tagamaad. In: Keel ja Kirjandus 10/1978, S. 627–628.
- Mihkel Mutt: Humanoidide maffia contra vaba ajakirjandus. In: Looming 10/1978, S. 1747–1749.
- Andres Langemets: Henn-Kaarel Hellat 50. In: Keel ja Kirjandus 4/1982, S. 205–206.
- Vaapo Vaher: Lõhestatud Hellat. In: Looming 9/1987, S. 1279–1280.
- Marika Mikli: Paberpeegel. In: Keel ja Kirjandus 3/1988, S. 173–174.
- Aet Bergmann: Lauter kleine Wichtigkeiten. In:  Estonia 3/1989, S. 133–135.
- Andres Langemets: Raamatu sisse minek ja raamatust väljajäämine. In: Looming 4/1992, S. 567–569.
- Priidu Beier: Hellat ei jäta jonni. In: Keel ja Kirjandus 7/1993, S. 436.
- Hetked Henn-Kaarel Hellatiga. Henn-Kaarel Hellati ja Indrek Särje vestlusõhtu 8. märtsil Tartus Tampere Majas. In: Sirp 18. Mai 2001, S. 6.